# Tres Lagunas, Veracruz
Tres Lagunas är en ort i Mexiko.   Den ligger i kommunen José Azueta och delstaten Veracruz, i den sydöstra delen av landet, 400 km öster om huvudstaden Mexico City. Tres Lagunas ligger 98 meter över havet och antalet invånare är 203.
Terrängen runt Tres Lagunas är huvudsakligen platt. Tres Lagunas ligger uppe på en höjd. Runt Tres Lagunas är det ganska glesbefolkat, med 24 invånare per kvadratkilometer. Närmaste större samhälle är Loma Bonita, 15,8 km nordväst om Tres Lagunas. Omgivningarna runt Tres Lagunas är en mosaik av jordbruksmark och naturlig växtlighet.